# Pierre d'Inga
La pierre d'Inga (Pedra do Ingá ou itacoatiaras do rio Ingá, en portugais) est un ensemble de pétroglyphes sur basalte situé dans l'État de Paraïba, dans la région du Nordeste brésilien. La plus grande roche qui le compose fait 24 mètres de long pour trois mètres de haut, et est gravée de symboles et de glyphes qui, bien que remarquables et spectaculaires, ne sont pas déchiffrés jusqu'à présent.
Cet ensemble monumental n'est associé avec certitude à aucune culture archéologique, en raison de l'absence d'artéfact dans l’environnement, causé par le ravinage des eaux entourant les roches. De ce fait, de nombreuses légendes, voire des hypothèses fantastiques, ont été développées à son sujet depuis le XIXe siècle.
Plusieurs sites rupestres, mais plus modestes, sont signalés dans la région, comme celui de l'Itacoatiara dos Macacos, à Queimadas.

## Localisation
Le monument est situé dans le lit du Rio Bacamarte, sur le Sítio Arqueológico Itaquatiara de la localité de Pedra Lavrada, près de la petite ville de Inga, à 96 km de João Pessoa.

## Description
À la surface de ces pierres, on peut voir des glyphes représentant des animaux, des fruits, des humains, ce que l'on interprète comme des constellations (peut-être la Voie lactée, Orion ou les Pléiades), et d'autres images méconnaissables.
Le panneau principal dit vertical est le plus important, et couvre environ 250 m2. Un second panneau dit inférieur, d'une surface gravée du 2,5 m2, un troisième panneau dit supérieur (situé à 3,8 m de haut) et des inscriptions marginales sont aussi décrits dans la littérature scientifique.

## Datation
La datation est très discutée du fait du manque d'éléments archéologiques à partir desquels on pourrait fonder des hypothèses. Certains chercheurs pensent toutefois que ces inscriptions auraient été réalisées il y a environ 5 000 ans (donc faisant partie de l'époque Holocène selon la périodisation géologique brésilienne) par les habitants de la région, ou plus récemment.

## Protection
Le site est protégé depuis 1944 par l'Instituto do Patrimônio Histórico e Artístico Nacional.

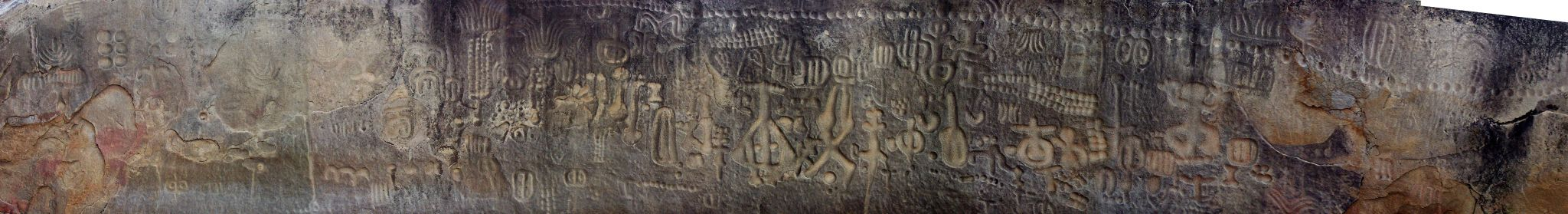
Panorama des gravures